# Minjorod
Minjorod (mađ. Monyórod, nje. Munjerod) je selo u južnoj Mađarskoj.

## Zemljopisni položaj
Zauzima površinu od 7,12 km četvornih.
Nalazi se na 46° sjeverne zemljopisne širine i 18°29' istočne zemljopisne dužine, sjeverozapadno od Mohača, na cestovnoj prometnici između Surdukinja i Mohača, 3 km zapadno od Vršende.

## Upravna organizacija
Upravno pripada Mohačkoj mikroregiji u Baranjskoj županiji. Poštanski broj je 7751.
U Minjorodu djeluje jedinica hrvatske manjinske samouprave .

## Kultura i prosvjeta
Budući da je mjesna škola zatvorena 1970-ih, minjorodska djeca pohađaju školu u Surdukinju.

## Stanovnici
2005. godine je u Minjorodu živilo 206 stanovnika, među kojima su i pripadnici Hrvata (prema popisu stanovništva 2002. godine, 20% stanovnika je reklo za sebe da su Hrvati). Pripadaju skupini Šokaca. Iako su bili brojni u selu, nastave na hrvatskom nisu imali, pa su mjesni Hrvati svoje znanje hrvatskog stjecali u svojim domovima. U selu pored Mađara i Hrvata, žive i Nijemci, koji su u današnjici sve češći kupci nekretnina u Minjorodu, inače vrlo popularno.
U prošlosti je izvjestan broj minjorodskih Hrvata je odselio u susjedno selo Boju. Radilo se o težacima.

## Vanjske poveznice
- (mađ.) Monyoród Önkormányzatának honlapja  Arhivirana inačica izvorne stranice od 8. siječnja 2006. (Wayback Machine)
- (engl.) Minjorod na fallingrain.com